# Berolinismus

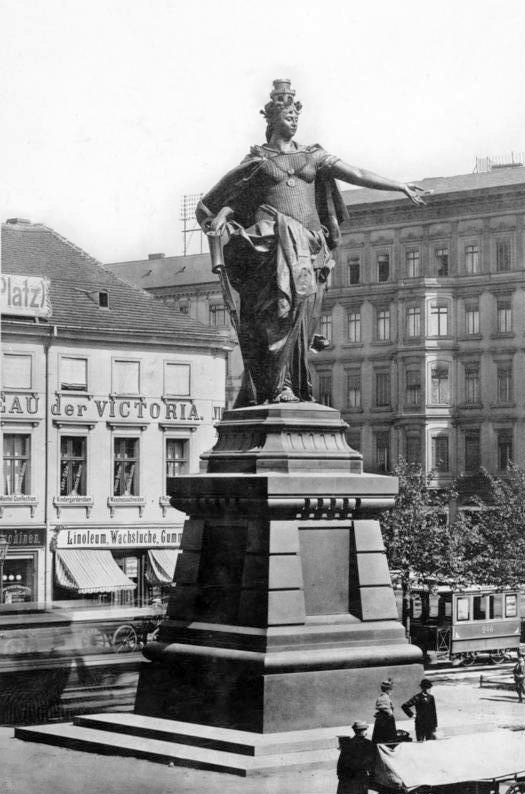
Beispiel eines Berolinismus: Bärenlina für die ehemalige Berolina

Als Berolinismus (von lateinisch Berolinum für Berlin) oder Berlinismus wird ein aus der Berliner Umgangssprache bzw. dem Berliner Volksmund stammender Begriff oder Ausdruck bezeichnet. Dazu gehören unter anderem Spitznamen für bestimmte Straßen, Plätze und Gebäude sowie Bezeichnungen für ortstypische Gewohnheiten. In einigen Fällen wurden Berolinismen als offizielle Namen übernommen.

## Spitznamen
Viele Berliner Spitznamen sind weit über die Grenzen Berlins bekannt, und der Berliner Volksmund ist mit diesen Spitznamen durchsetzt, wobei es bei einer Reihe von Begriffen für Gebäude Diskussionen darüber gibt, ob sie tatsächlich zur Berliner Umgangssprache gehören oder doch eher von verschiedenen Touristenführern dem Berliner Volksmund „untergeschoben“ werden.
Wie bei allen Spitznamen (im 17. Jahrhundert spitz: ‚verletzend‘) handelt es sich meist um Spottnamen, die einen kurzen Ersatznamen für den realen Namen geben, der sich aus den Charakteristika der Sache oder der Person ergeben. Die Alltagssprache des Berlinischen soll eine vergleichsweise ruppige Art besitzen und gehe ziemlich frei mit Spottnamen um. Dies wird auch von Touristenführern und Reiseliteratur gern kolportiert; tatsächlich ist das aber wohl eine Legende. Im Alltag werden der Fernsehturm („Telespargel“) und der Funkturm („Langer Lulatsch“) gerade so, nämlich in der offiziellen Form genannt. Die alternativen Namen werden zumeist ironisch gebraucht, um journalistische Volksnähe zu zeigen oder um Touristen mit dem „Witz“ der Berliner zu beeindrucken. Ein Gegenbeispiel ist der Bierpinsel, der eher selten mit der öffentlichen Bezeichnung „Turmrestaurant Steglitz“ oder „Turmrestaurant an der Schloßstraße“ benannt wird.
Viele spitze Bezeichnungen sind stark zeitbezogen. Da jedoch echte und angebliche Spitznamen vor allem von den Medien zur Herstellung eines Berliner Lokalkolorits verbreitet werden, kann zumindest zeitweise so manche sehr eigenartige Bezeichnung auch ohne weiteren Satzbezug von den Berlinern verstanden werden. Die funktionellen Namen überwiegen jedoch im allgemeinen Sprachgebrauch.

### Bauwerke, Denkmäler und Kunstwerke

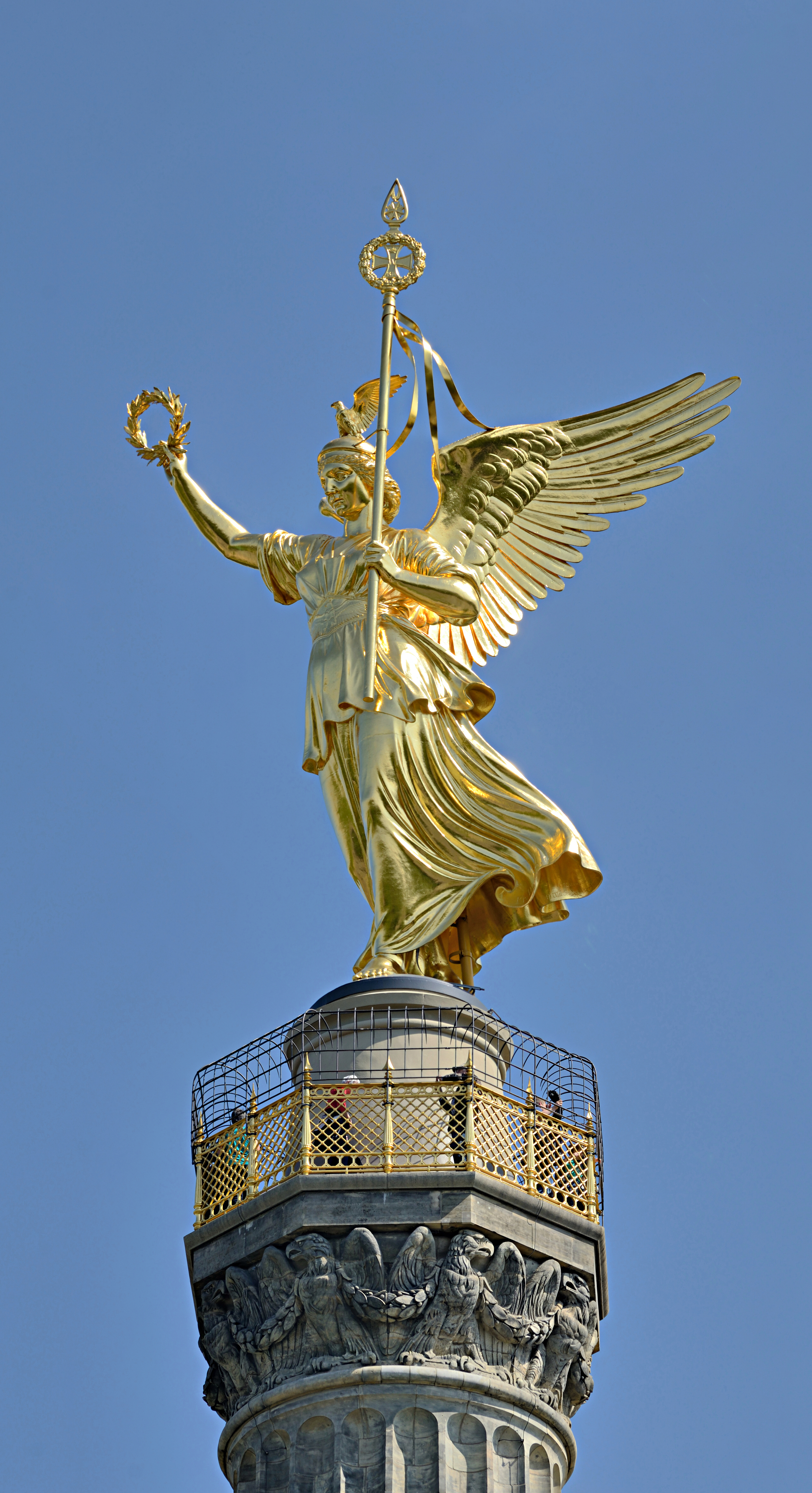
Goldelse – Viktoria auf der Siegessäule

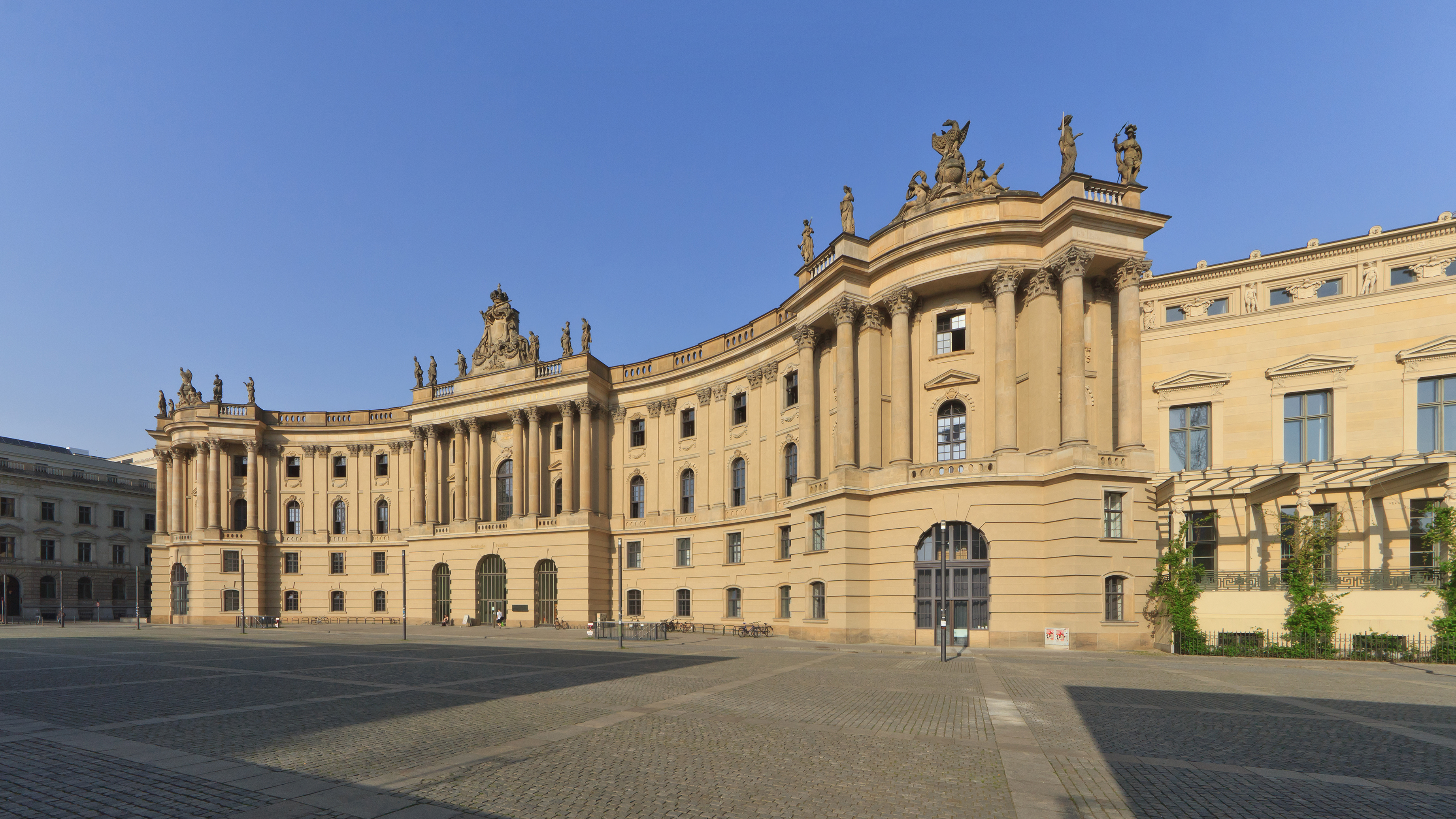
Kommode – Alte Bibliothek am Opernplatz

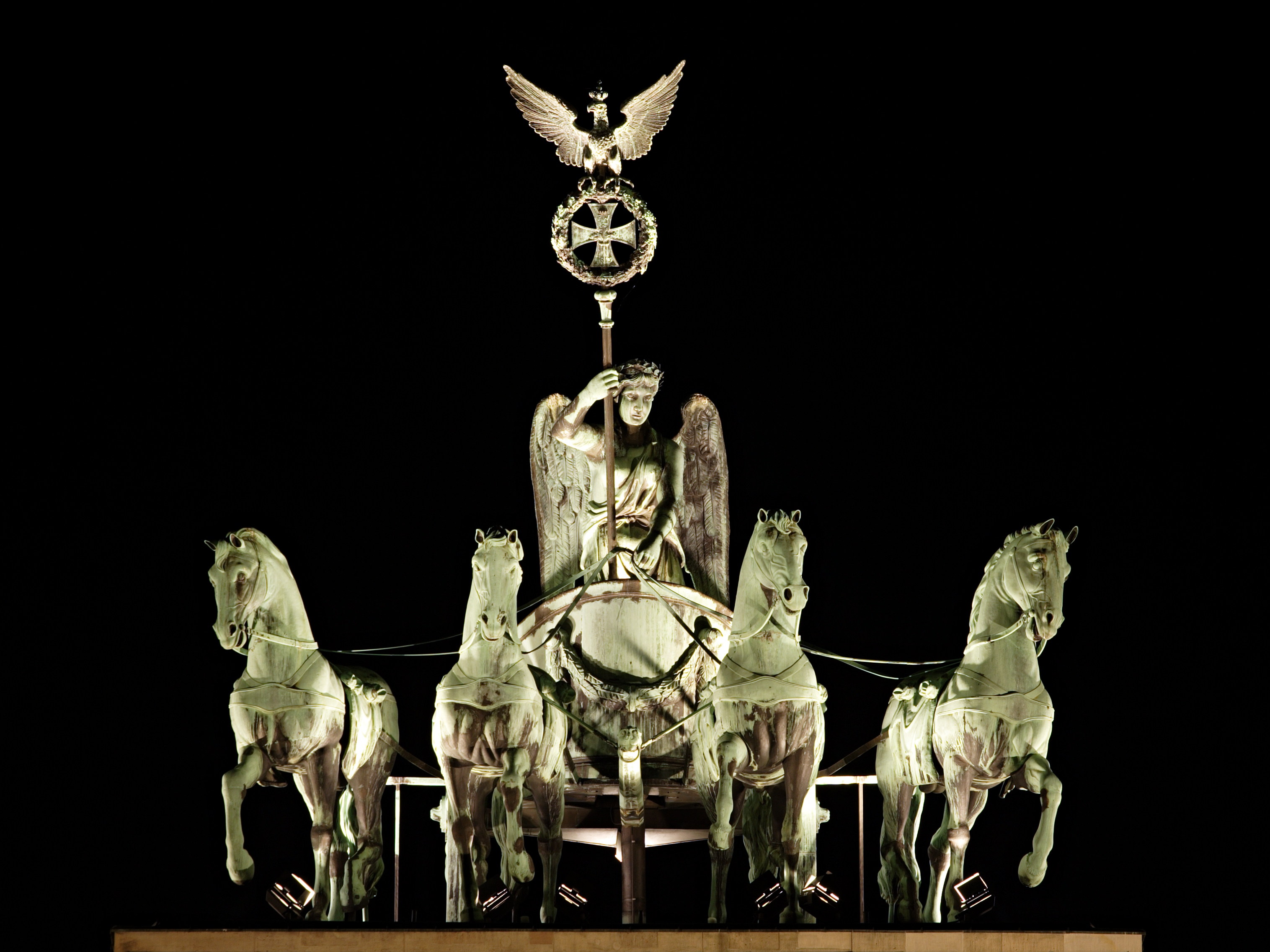
Retourkutsche – Quadriga auf dem Brandenburger Tor

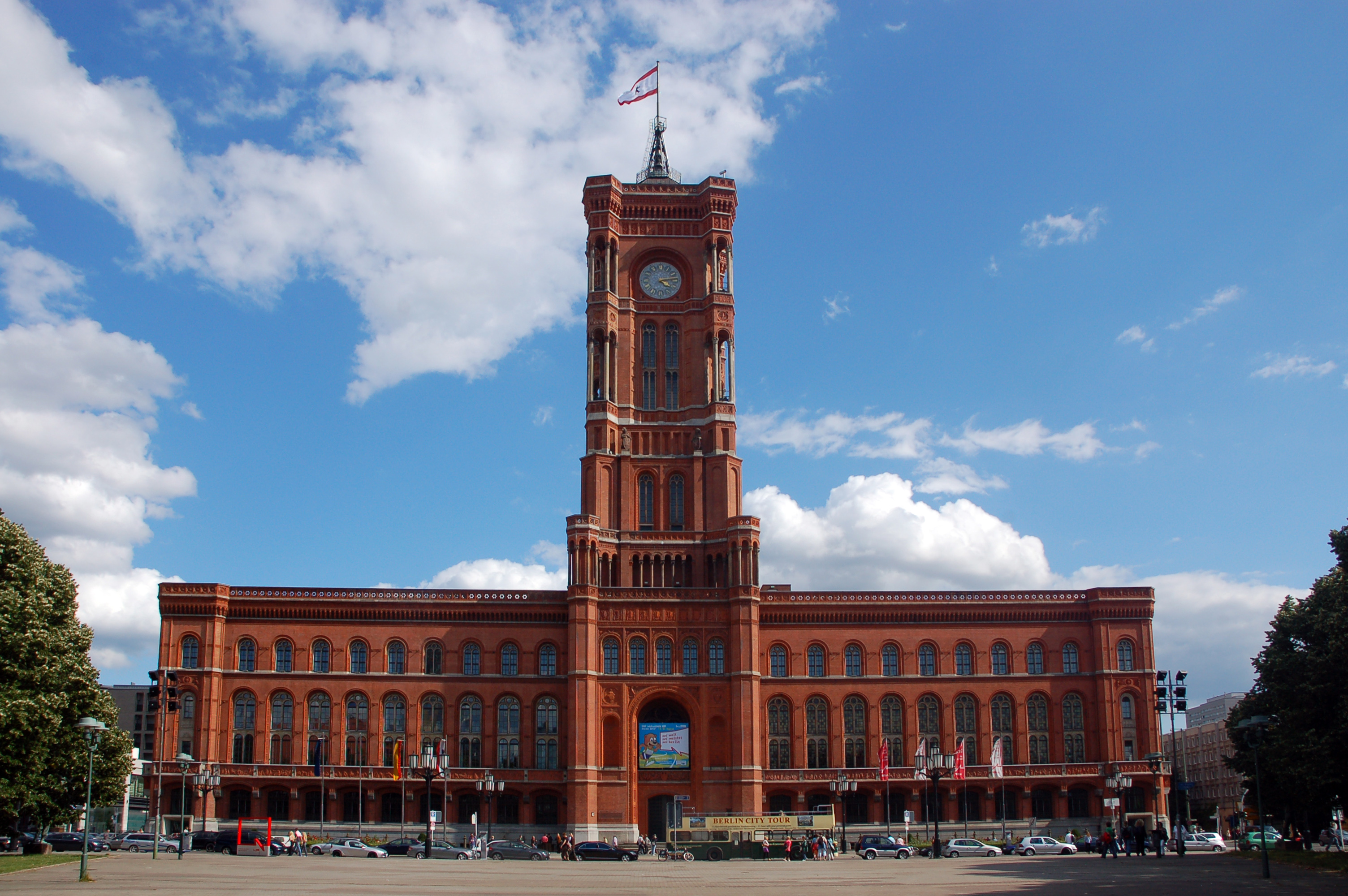
Rotes Rathaus – Berliner Rathaus in Mitte

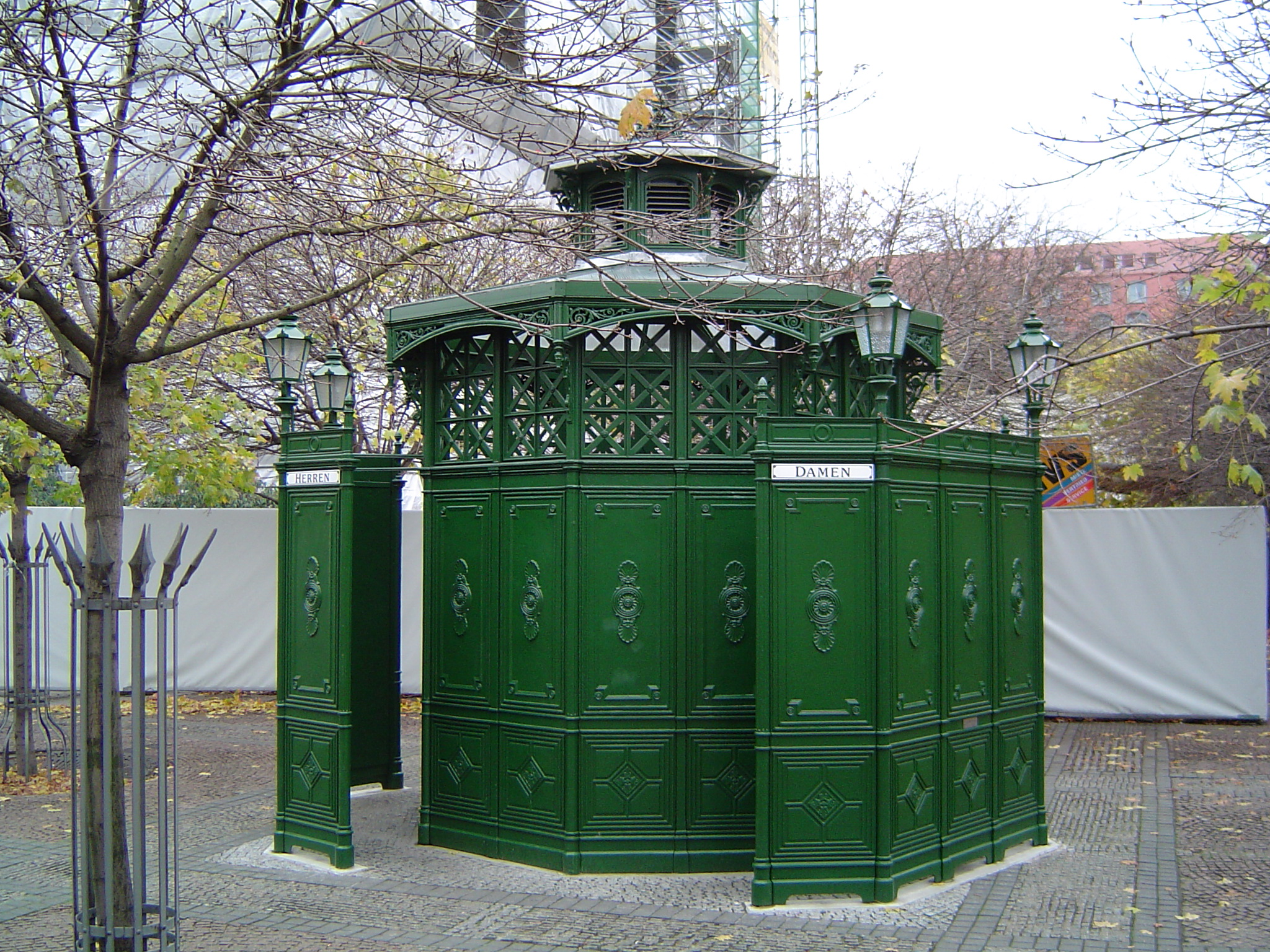
Café Achteck – Toilettenhäuschen am Gendarmenmarkt

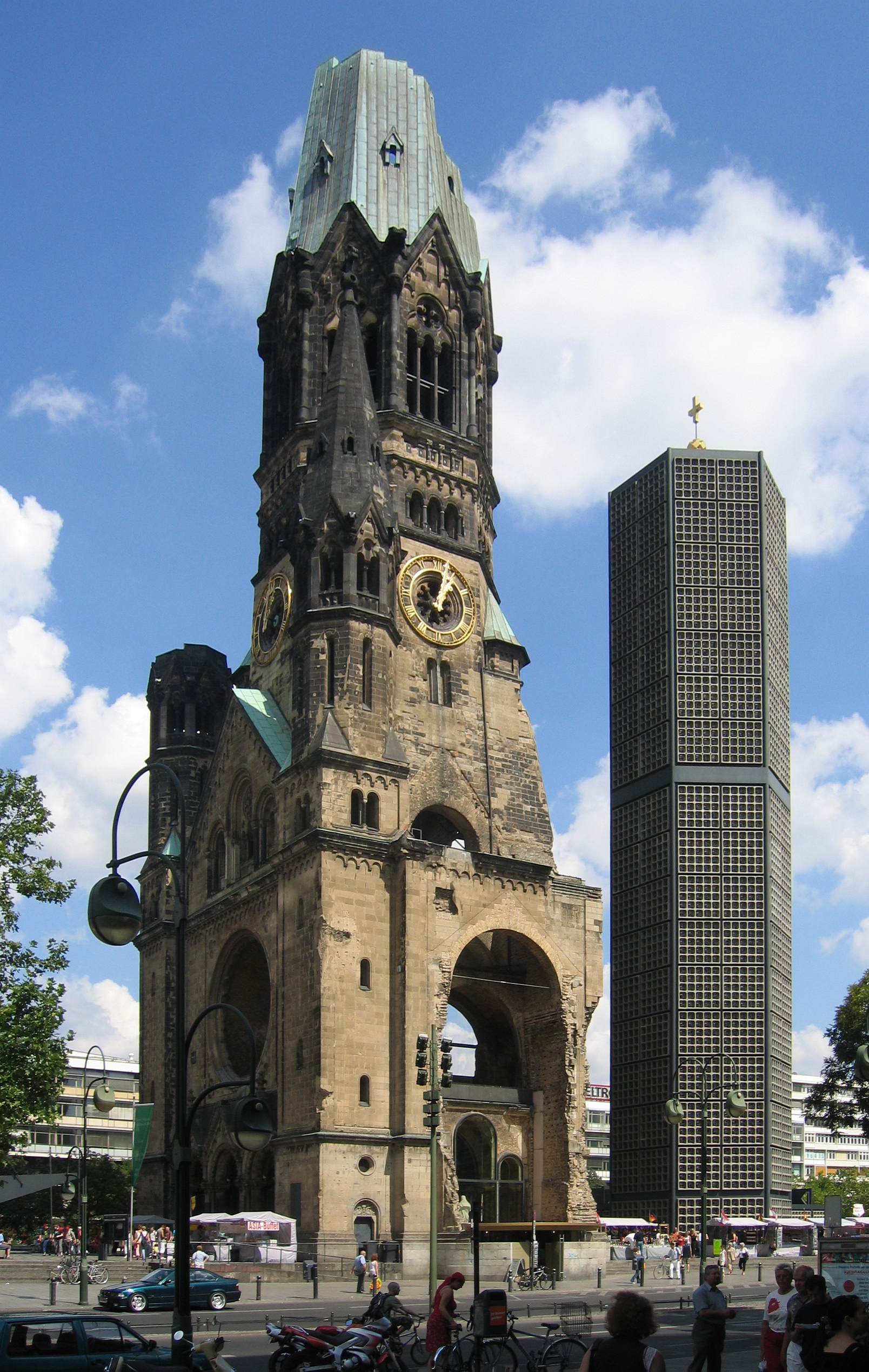
Hohler Zahn – Ruine der Kaiser-Wilhelm-Gedächtniskirche

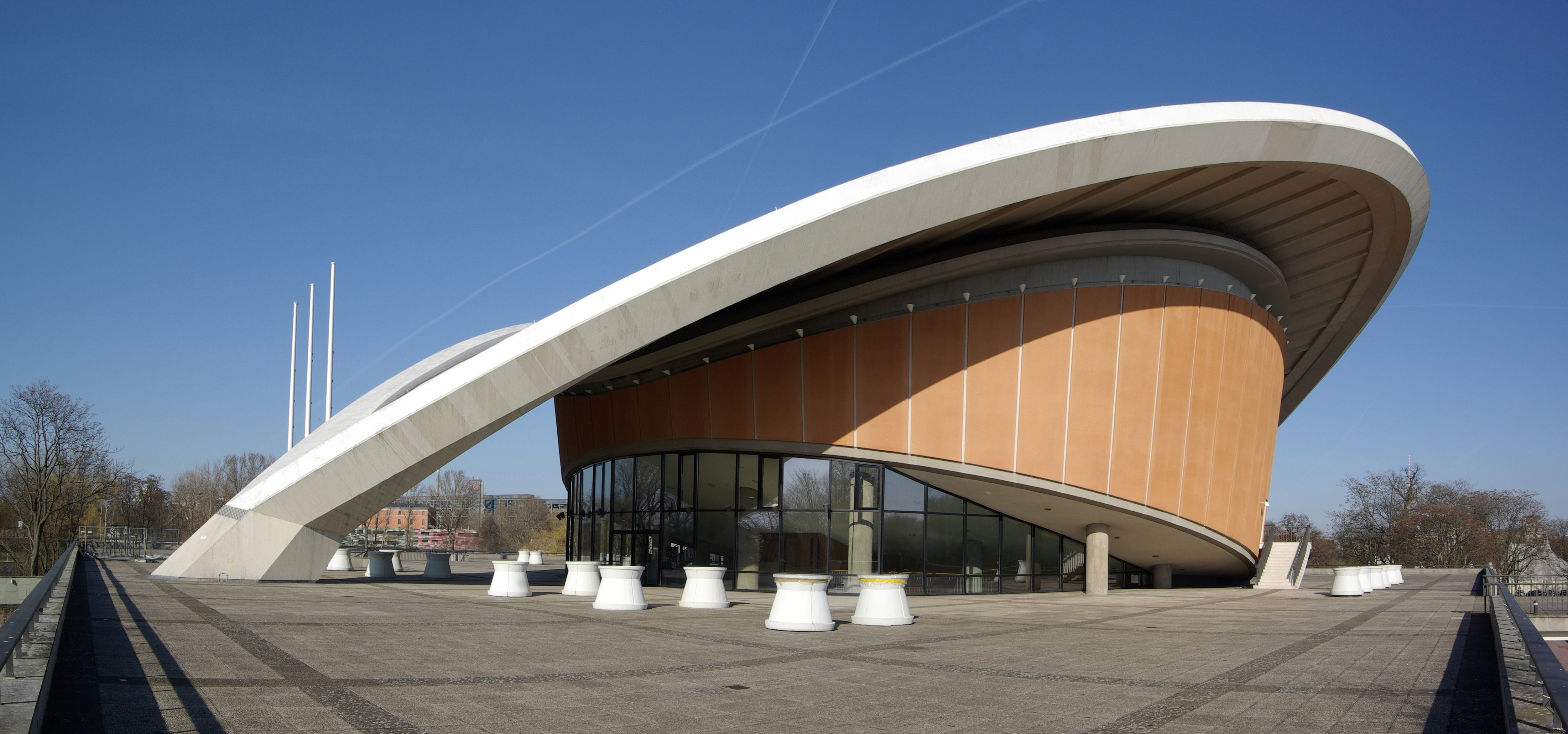
Schwangere Auster – Kongresshalle am Tiergarten

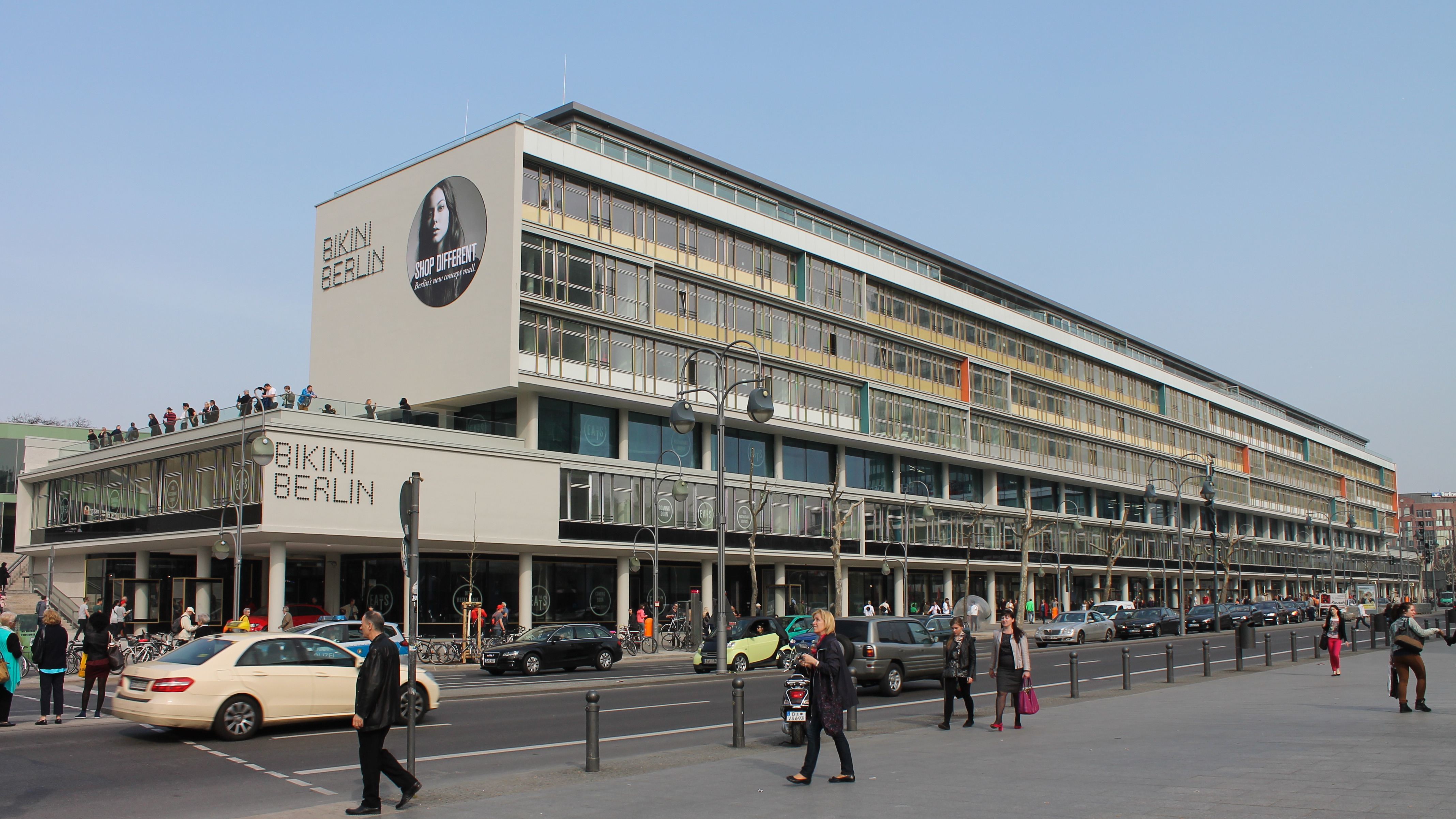
Bikini-Haus – Einkaufszentrum am Zoo

- Akademiebusen oder Adlershofer Busen – die Isothermischen Kugellabore in Berlin-Adlershof
- Bärenlina[2] – die ehemalige Statue der Berolina von Emil Hundrieser auf dem Alexanderplatz (1942 von den Nationalsozialisten eingeschmolzen)
- Behinderter Fortschritt und Beförderter Rückschritt[3] – aus der Zeit des Vormärz stammender Spitzname für die Rossebändiger von Peter Clodt von Jürgensburg vor dem Berliner Schloss (1945 vor das Kammergericht versetzt)
- Bienenhaus – das Junggesellenhaus in der Klopstockstraße 2 im Hansaviertel, erbaut für die Interbau 1957
- Bierpinsel[4] – der Ausdruck wurde später zum offiziellen Namen für das Turmrestaurant an der Schloßstraße (Berlin-Steglitz).
- Bikini-Haus[5] – Gebäude am Bahnhof Zoo: „Oben was, unten was, in der Mitte nichts“.[6]
- Bonnies Ranch[7] – Karl-Bonhoeffer-Nervenklinik in Wittenau.
- Bulle,[8] Bullenbahn[9] – Industriebahn Oberschöneweide
- Café Achteck[5] – die einst für Berlin typischen achteckigen Pissoirs aus der Gründerzeit.
- Café Schönstedt[10] – das Amtsgericht Neukölln in der Schönstedtstraße, der Seitenflügel diente jahrzehntelang als Jugendgefängnis.
- East Side Gallery[5] – der Name wurde zur offiziellen Bezeichnung des bebilderten Reststücks der Hinterlandmauer entlang der Mühlenstraße zwischen Ostbahnhof und Warschauer Straße.
- Einheitswippe – Spottname für das Freiheits- und Einheitsdenkmal in Form einer begehbaren Schaukelfläche an der Schloßfreiheit.[11]
- Erichs Lampenladen[12][13] – Spottname für den Palast der Republik in Anspielung auf Erich Honecker und die Foyer-Beleuchtung mit zahlreichen Kugelleuchten.
- For(c)kenbecken – der Neptunbrunnen von Reinhold Begas (bis 1951 auf dem Schloßplatz, seit 1969 im Park am Fernsehturm). Doppelte Anspielung auf Oberbürgermeister Max von Forckenbeck, in dessen Amtszeit der Brunnen 1891 enthüllt wurde, und die Forke des Neptun.[14]
- Goldelse[5] – die vergoldete Viktoria von Friedrich Drake auf der Spitze der Siegessäule.[6]
- Gürteltier[15] – das Ludwig-Erhard-Haus, Sitz der IHK Berlin.
- Hohler Zahn[16] – verbreiteter Name für Turmruinen, hier der Ruine der Kaiser-Wilhelm-Gedächtniskirche am Breitscheidplatz.[6]
- Hungerharke[5] oder Hungerkralle – das Luftbrückendenkmal auf dem Platz der Luftbrücke vor dem ehemaligen Flughafen Tempelhof.[6]
- Kanzler-U-Bahn[17] – U-Bahn-Linie 55, die unter dem Regierungsviertel zwischen Brandenburger Tor und Hauptbahnhof verlief.
- Die Käsemännchen – Molecule Man, Plastik aus durchlöchertem Metall in der Spree nahe Osthafen, drei Männer darstellend
- Kohlroulade – 1994 vom Künstlerpaar Christo und Jeanne-Claude durchgeführte Verhüllung des Reichstags, Anspielung auf Bundeskanzler Helmut Kohl
- Kommode[18] – die im Barockstil mit geschwungener Fassade gestaltete frühere Königliche Bibliothek am Bebelplatz – heute Sitz der juristischen Fakultät der Humboldt-Universität.
- Kubi[19] – die Kunstbibliothek am Kulturforum
- Raumschiff Enterprise oder Panzerkreuzer Protzki – das Internationale Congress Centrum (ICC).
- Langer Jammer – die Fußgängerbrücke Storkower Straße
- Langer Lulatsch[20][21] – ist der in den 1920er Jahren gebaute Berliner Funkturm auf dem Messegelände, der an einen langen schlaksigen Kerl erinnert.[6]
- Lippenstift und Puderdose[5] – Glockenturm und Kirchengebäude der neuen Gedächtniskirche auf dem Breitscheidplatz.[6]
- Magistratsbusen – Erker des ehemaligen Cafés „Schwalbennest“ am Marx-Engels-Forum
- Magistratsklaviere – 1879 errichtete Torhäuser am Belle-Alliance-Platz (heute Mehringplatz), 1945 zerstört
- Magistratsschirm – die Hochbahnabschnitte der U-Bahn Linie 2 im Bereich der Schönhauser Allee (Prenzlauer Berg), unter denen man bei Regen (quasi mit dem Regenschutz des Magistrats) promenieren kann. Die Hochbahnabschnitte in anderen Ortsteilen tragen diese Bezeichnung nicht.
- Mäusebunker – die Forschungseinrichtung für experimentelle Medizin der Charité in Lichterfelde.
- Mäusetunnel – der Verbindungstunnel für Fußgänger zwischen den Bahnsteigen der U-Bahn-Linien U2 und U6 des Bahnhofs Stadtmitte.[22]
- Melitta-Kirche – drei baugleiche katholische Kirchen aus der Mitte der 1970er Jahre mit Melitta-Kaffeefilter-ähnlichem Dach (Sankt Dominicus in Britz, Zu den heiligen Märtyrern von Afrika in Lichtenrade und Sankt Markus in Spandau).[23][24][25][26]
- Millionenbrücke[27] – Bezeichnung für die 1905 fertiggestellte Swinemünder Brücke, deren Bau rund eine Million Mark kostete.[6]
- Mont Klamott(e)[28] – der Große Bunkerberg im Volkspark Friedrichshain, der aus den „Kriegsklamotten“ um den gesprengten Flakbunker herum aufgeschichtet wurde. Der Spitzname wird auch für den Trümmerberg Insulaner in Schöneberg benutzt.[6]
- Nudeltopp – die ehemalige Radrennbahn Treptow.
- Nuttenbrosche[29] – der Brunnen der Völkerfreundschaft auf dem Alexanderplatz.
- Oberkieker[30][31] – der Verkehrsturm am Potsdamer Platz.
- Palazzo Prozzo[12] – der ehemalige Palast der Republik.
- Pallasseum, auch Sozialpalast – markanter Wohnblock an der Pallasstraße in Schöneberg am Ort des früheren Berliner Sportpalastes, ursprünglicher Name: Wohnen am Kleistpark, seit 2001 offiziell Pallasseum
- Palme – Städtisches Obdach in Prenzlauer Berg
- Pimmel über Berlin – Skulptur Friede sei mit Dir (2009) von Peter Lenk am ehemaligen taz-Gebäude in der Rudi-Dutschke-Straße, angelehnt an den Film Der Himmel über Berlin
- Rache des Papstes – Phänomen am Fernsehturm, bei dem durch direkte Sonneneinstrahlung auf der Turmkugel ein sphärisches Lichtkreuz als Reflexion entsteht
- Rauchhaus – Georg-von-Rauch-Haus
- Retourkutsche – Quadriga von Johann Gottfried Schadow auf dem Brandenburger Tor. 1806 von Napoleon als Kriegsbeute nach Paris gebracht, 1814 von Blücher in den Befreiungskriegen wieder zurückgeholt.
- Rosinenbomber – Bezeichnung für die Flugzeuge der Berliner Luftbrücke.
- Rostkreuz – der ehemals marode S-Bahnhof Ostkreuz (Sanierung seit 2007).
- Rost- und Silberlaube – zwei Gebäudeteile des Hauptgebäudes der Freien Universität: Gebäudekomplex Rost- und Silberlaube sowie die Philologische Bibliothek der Freien Universität Berlin, mittlerweile als offizielle Bezeichnung durch die Universität übernommen. Ein Erweiterungsbau wurde passend dazu Holzlaube genannt.
- Roter Kasten – die als Ursprungsbau der Architekturmoderne geltende Bauakademie von Karl Friedrich Schinkel am Schinkelplatz.[32]
- Rotes Kloster – Haus am Köllnischen Park, ehemaliger Sitz der SED-Parteihochschule „Karl Marx“[33]
- Rotes Rathaus – inzwischen halbamtliche Bezeichnung für das Berliner Rathaus, in Anspielung auf die rote Ziegelfassade.
- Russen-Ei – Hippodromfläche der ehemaligen Kaserne der sowjetischen Berlinbrigade im Volkspark Wuhlheide, die heute als Skate- und Fahrradbahn genutzt wird.[34]
- Sacco und Jacketti – Marx-Engels-Denkmal in Mitte, in Anlehnung an Sacco und Vanzetti.
- Schlange – die Autobahnüberbauung Schlangenbader Straße.
- Schrippenkirche – ab 1883 missionarische Initiative, Obdachlose vor dem Gottesdienst mit Schrippen und einer Tasse Kaffee zu versorgen; der Name steht auch für das ehemalige Vereinshaus Ackerstraße 52 sowie für einen seither gegründeten Verein
- Schwangere Auster[5] – die Kongresshalle im Tiergarten, die vom Haus der Kulturen der Welt genutzt wird.[6]
- Sechserbrücke – die Tegeler Hafenbrücke, für deren Benutzung früher fünf Pfennige bezahlt werden mussten. Für das Fünf-Pfennig-Stück war die Bezeichnung „Sechser“ üblich.
- Seelenbohrer – Turm der Kaiser-Friedrich-Gedächtniskirche im Hansaviertel, wegen der Form des Treppenhauses.[6]
- Siechen-Haus – Bierhaus Siechen, Verballhornung als Siechenhaus
- Spinne[35] – für eine von Paul Mahlberg projektierte  (jedoch nie realisierte) Fußgängerüberführung des Potsdamer Platzes.
- Spinnerbrücke – der Motorradtreffpunkt an der AVUS-Anschlussstelle 3 – Spanische Allee in Nikolassee.
- Spucki – Sommerbad Lichterfelde (von Spucknapf)[36]
- Stabi – gilt für die beiden Gebäude der Deutschen Staatsbibliothek, sowohl an der Straße Unter den Linden (Haus 1, Stabi Ost) als auch in der Potsdamer Straße (Haus 2, Stabi West).
- Stahnsdorf[37] – das bis 1987 rekonstruierte Nikolaiviertel in Mitte, doppelte Anspielung auf seinen Architekten Günter Stahn und die gleichnamige Gemeinde Stahnsdorf vor den Toren Berlins.
- Späti oder Spätkauf bezeichnet die in Berlin typischen, häufig rund um die Uhr geöffneten Spätkauf-Kioske. Dazu Ladenöffnungszeit#Berlin.
- Suppenschüssel – die Granitschale von Christian Gottlieb Cantian im Lustgarten.
- Telespargel[5] – der Berliner Fernsehturm zwischen Marx-Engels-Forum und Alexanderplatz. Der Spitzname wurde von offizieller Seite der DDR eingeführt, hat sich im Volksmund jedoch nicht durchgesetzt.[38]
- Tränenpalast[5] – das Abfertigungsgebäude des ehemaligen Grenzübergangs Friedrichstraße.
- Waschmaschine[5] oder Elefantenklo – das Kanzleramt in Anspielung auf die kubische Gebäudeform mit den großen Lichtöffnungen und Fensterfronten.
- Wasserklops[5] – geläufiger Name des Weltkugelbrunnens am Breitscheidplatz.
- Wiesenburg – Berliner Asylverein für Obdachlose in der Wiesenstraße in Wedding
- Zirkus Karajani – frühere Bezeichnung für die Berliner Philharmonie am Tiergarten nach Herbert von Karajan, dem damaligen Chefdirigenten der Berliner Philharmoniker.[6]

### Straßen, Plätze und Gegenden

Alex – Alexanderplatz in Mitte

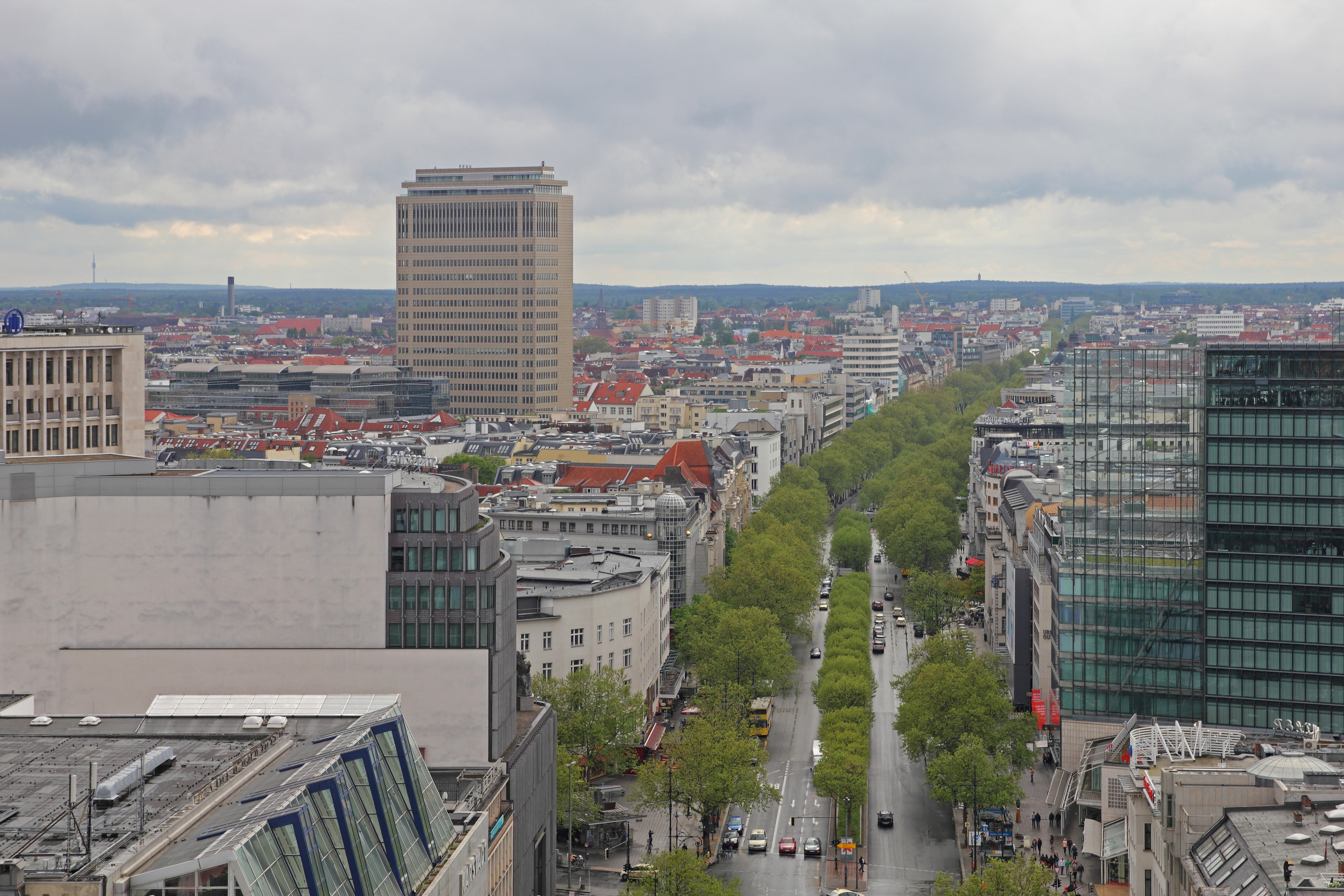
Ku’damm – Kurfürstendamm in Charlottenburg

Eine besondere Bedeutung als Ortsbezeichnung für die Randgebiete und das Umland Berlins hat jwd. Eine Abkürzung aus janz weit draußen mit der Bedeutung: Ganz weit draußen. Mit dem Wachsen der Großstadt rückten die Ortslagen des „jwd“ zunehmend in die „Provinz“.
Viele Gegenden und bestimmte Stadtgebiete oder wichtige Straßenkreuzungen werden nach dortigen oder ehemals bestehenden Kneipen oder Ausflugsgaststätten bezeichnet. Auch wenn diese Restaurationen nicht mehr existieren, überlebten deren Namen als Ortsmarkierung. Es werden zum Teil auch berlininterne oder sogar offizielle Bezeichnungen daraus, beispielsweise
- Altes Fährhaus (Landsberger Allee/Ecke Oderbruchstraße),
- Schillerglocke (Weißenseer Weg/Ecke Konrad-Wolf-Straße),
- Roseneck auf der Grenze zwischen Schmargendorf und Grunewald,
- Hubertus in Mahlsdorf oder
- Wiesenbaude in Lichterfelde (Kreuzung Goerzallee/Königsberger Straße/Hindenburgdamm/Drakestraße).[40]

Bequeme noch erkennbare Kürzungen für Straßen, Plätze und Gegenden wurden bereits vor 1900 gebräuchlich. Die Bezeichnung Damm erhielt sich für jede Art einer befestigten Straße und geht auf die Befestigung von Straßen mit Knüppeldämmen zurück, die im stadtnamensstiftenden Sumpfland vor der Straßenpflasterung mit Steinen üblich war. Sie waren zumeist den Herrschaften wie zum Beispiel Kurfürsten und Kaisern vorbehalten, wovon der Kurfürstendamm und der Kaiserdamm bis heute künden.

„Komm’ vom Damm runta, Frollein!“

Der Alex ist schon lange auch überregional bekannt. Das Wort für den zentralen Platz der Hauptstadt wird deutschlandweit genutzt. Gleiches gilt für den Ku'damm. Andere Bezeichnungen werden nur von und für Bewohner des Kiez und seiner Umgegend verständlich gebraucht. Von Journalisten werden solche Ausdrücke gefördert und der Bekanntheitsgrad erweitert. Die folgenden Beispiele sollen nur den Wortsinn und die Bildungsart belegen, es ist keinesfalls eine abgeschlossene Liste.
- Alex – Alexanderplatz
- Beamtenlaufbahn (assoziiert mit dem Laufbahnprinzip für Beamte) – die obere Brücke des Marie-Elisabeth-Lüders-Stegs über die Spree im Berliner Regierungsviertel, die auf Höhe der sechsten Etage verläuft und nur für Mitarbeiter und Abgeordnete des Bundestags zugänglich ist.[43]
- Boxi – Boxhagener Platz[44]
- Brunsi – Brunsbütteler Damm[45]
- Castingallee – die Kastanienallee in den Bezirken Mitte und Prenzlauer Berg in Anspielung auf das dort angeblich verbreitete Schaulaufen und Präsentieren in Straßencafés.
- Ecke Schönhauser – die Kreuzung der Kastanien-, Schönhauser Allee und Eberswalder Straße, mit Konnopke’s Imbiß und dem U-Bahnhof auf dem Magistratsschirm.
- Feuerland – Mitte des 19. Jahrhunderts Bezeichnung für das Industriegebiet in der Oranienburger Vorstadt im heutigen Mitte
- Gleichgültige Ecke – Spottname für die Einmündung der Jägerstraße in die Oberwallstraße wegen der vier Ladenlokale eines Metzgers („alles Wurscht“), eines Kerzenziehers („alles Schnuppe“), einer Parfümerie („alles Pomade“) und eines Herrenausstatters („Jacke wie Hose“)
- Görli – Görlitzer Bahnhof sowie für den Görlitzer Park[46]
- Heini für den Heinrichplatz neuerdings Rio-Reiser-Platz
- Hohenschöngrünkohl – Ortsteil Hohenschönhausen: „Hohenschönhausen, wegen des Gemüseanbaus auf den um die Jahrhundertwende entstandenen Rieselfeldern im Volksmund auch ‚Hohenschöngrünkohl‘ genannt, wurde erst 1985 aus den seit 1920 zu Weißensee gehörenden Ortsteilen Malchow, Falkenberg, Wartenberg und Hohenschönhausen gebildet.“[47]

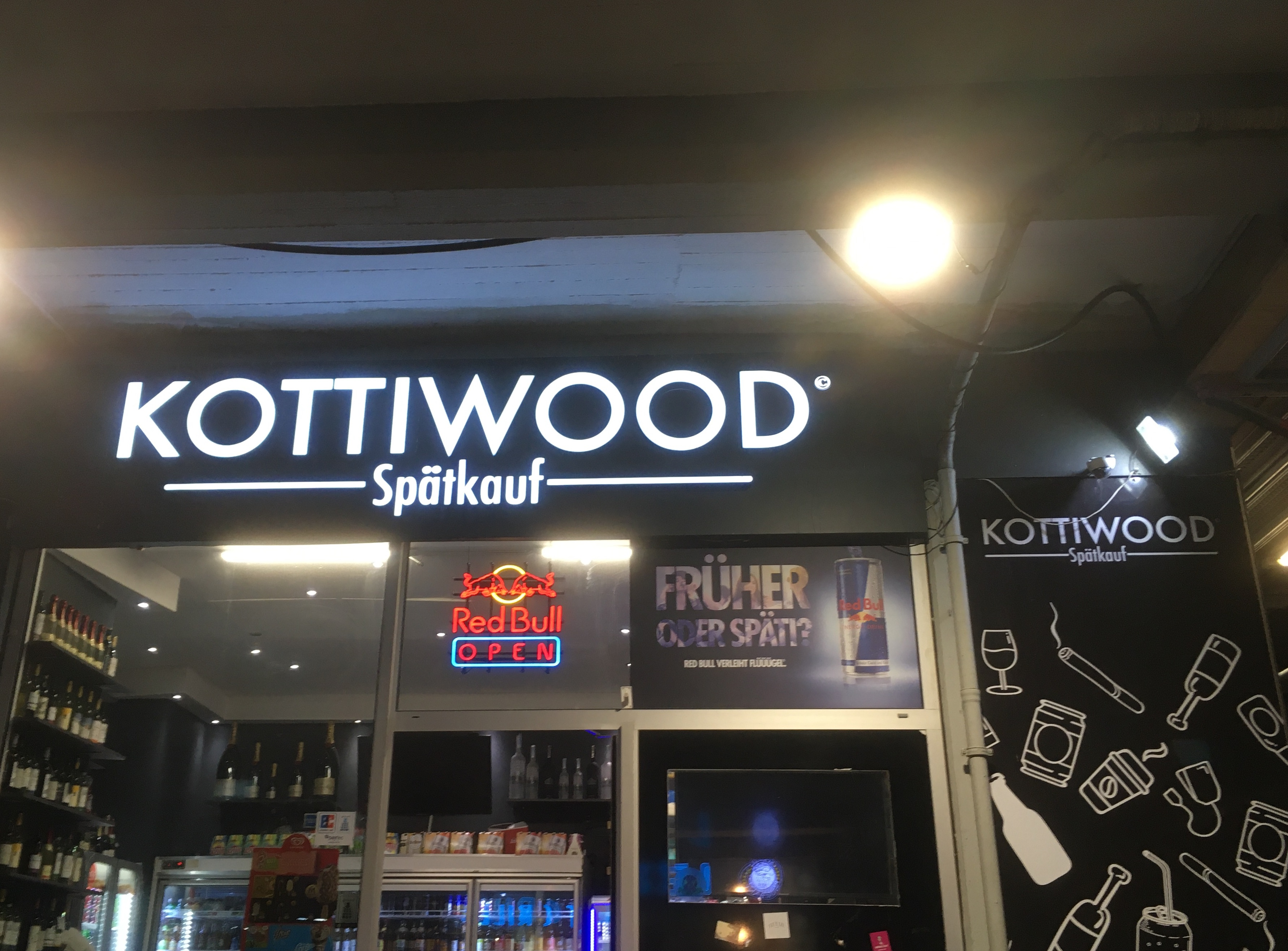
Spätkauf am Kottbusser Tor namens „Kottiwood“ (Kofferwort aus „Kotti“ und Hollywood)

- Kotti – Kottbusser Tor, „Die Rede ist vom Kottbusser Tor in Berlin, von Bewohnern gerne auch liebevoll „Kotti“ genannt.“[48]
- Kreuzkölln – Reuterkiez in Neukölln-Nord, aufgrund räumlicher und kultureller Nähe zu Kreuzberg.[49] Der Begriff ist ein Kofferwort und aus der Lage zwischen Kreuzberg und Neukölln bedingt.
- Ku’damm – Kurfürstendamm
- Kutschi – Kurt-Schumacher-Platz[50]
- Leo – Leopoldplatz: „Die Sondergenehmigung für den Betrieb des seit 2011 bestehenden Treffpunkts auf dem „Leo“ sollte Ende 2015 auslaufen.“[51]
- LSD-Viertel – Szeneviertel mit vielen Kneipen rund um die Lychener, Schliemann- und Dunckerstraße in Prenzlauer Berg. „LSD-Viertel hört sich zwar reißerisch an, ist es aber nicht und vom Namen her will es so gar nicht in das heutige doch sehr biedere Prenzlauer Berg rund um den Helmholtzplatz passen.“[52]
- Nolle oder Nolli – Nollendorfplatz: „Der Nollendorfplatz, im Volksmund „Nolle“ genannt, stellt den Mittelpunkt des Regenbogenkiezes dar. Seine Nachbarschaft ist kulturell aufgeschlossen und liberal.“[53]
- O-Platz für den Oranienplatz
- O-Straße – für die Oranienstraße in Kreuzberg[54]
- Plumpe – Synonym für das ehemalige Stadion am Gesundbrunnen und mittlerweile weniger verbreiteter Name für den Ortsteil Gesundbrunnen.[55]
- Plötze – die Strafanstalten im Ortsteil Plötzensee, teilweise ergänzend der Plötzensee[56]
- Potse – Potsdamer Straße[57]
- Prenzlberg – insbesondere bei Nicht- und Neueinwohnern geläufige Kurzform des Ortsteils Prenzlauer Berg, von der Kurzform „Prenzl. Berg“[58]
- Puppenallee – die ehemalige Bezeichnung für die Siegesallee im Großen Tiergarten, wegen der hier stehenden Statuen brandenburgisch-preußischer Herrscher und deren berühmter Zeitgenossen.
- Schweineöde – Schöneweide, Oberschweineöde – Oberschöneweide, Niederschweineöde – Niederschöneweide, Wortspiel durch das Vertauschen von „wei“ und „ö“[59][60]
- Stutti – Stuttgarter Platz[61]
- Te-Damm – Tempelhofer Damm[62]
- Theo – Theodor-Heuss-Platz[63]

### Geld
- Heiamann für ein 5 DM Stück oder Schein[64]
- Pfund oder Zwanni für 20 DM[64]
- Sechser[65] für das 5-Pfennig-Stück, heute auch für das 5-Cent-Stück